# Gorenja vas pri Čatežu
Gorenja vas pri Čatežu este o localitate din comuna Trebnje, Slovenia, cu o populație de 29 de locuitori.